# Nalik
Le nalik (ou fesoa ou fessoa ou lugagon) est une des langues de Nouvelle-Irlande, parlée par 5 140 locuteurs (recensement de 1990) dans la province de Nouvelle-Irlande, centre-nord, Kavieng sur la côte est, 14 villages : côte ouest, 3 villages et dans quelques zones urbaines.